# Гергана Малкоданска
Гергана Малкоданска е българска телевизионна водеща и моделка от Нова телевизия. Преди това работи в ББТ и TV7.

## Биография
Родена е на 12 април 1990 г. в град Плевен, Народна република България. Губи баща си, когато е на 7 години. Израства в Плевен със своята майка и с брат си. Започва кариерата си на модел едва на 14-годишна възраст. Става една от най-популярните модели на модна агенция „Визаж“, с многобройни фотосесии в Милано, Париж и Турция. Носителка е на титлата „Супермодел на България 2004“, на чийто кастинг се явява случайно.
Завършва журналистика в Университета за национално и световно стопанство и кара магистратура за продуцент. Още първата година докато учи, когато е 19-годишна печели кастинг, за да води прогнозата за времето в ефира на ББТ, където по-късно има и самостоятелно лайфстайл шоу. Става водеща на предаването „Време за мъже“ по TV7. По-късно се връща в ББТ и става водеща на шоуто „Фейс контрол“. През 2013 г. тя става част от екипа на Нова телевизия, където за кратко е в Студио VIP, а през 2014 г. става синоптик в „Здравей, България“. През 2020 г. работи като панелист в предаването „На кафе“.

## Личен живот
Гергана Малкоданска живее на семейни начала с интериорния дизайнер Алекс Ковачев, през 2018 г. им се ражда син на име Лео, а през 2022 им се ражда дъщеря на име Белла.